# Guanina
La guanina (abbreviata G o Gua), nome IUPAC: 2-ammino-6-ossipurina) è una delle due basi azotate puriniche (insieme all'adenina) che formano i nucleotidi degli acidi nucleici DNA e RNA. La sua struttura, essendo una purina, è caratterizzata da un anello pirimidinico fuso ad un imidazolo. In posizione 2 della base è legato un gruppo amminico (NH2), mentre in posizione 6 è presente un gruppo carbonilico: per questo la guanina può essere anche chiamata 2-ammino-6-ossipurina.
Tramite tre legami a idrogeno, nel DNA e nell'RNA si lega alla citosina (C), che è la sua base complementare.
Legata al ribosio forma nel RNA il nucleoside guanosina. Il nucleotide che adotta come base la guanina è chiamato invece deossi-guanosina-5'-fosfato (dGMP).
È presente in concentrazioni elevate (ed autonomamente dal DNA e dall'RNA) nelle guanofore, cellule del secondo strato dell'epitelio del camaleonte, e contribuisce alla colorazione dell'animale virando verso il bianco o verso il blu la luce incidente.
L'etimo del termine (e la fonte da cui originariamente veniva estratta) è il guano.

## Storia
Il primo isolamento della guanina fu riportato nel 1844 dal chimico tedesco Julius Bodo Unger (1819–1885), che l'ha ottenuta dagli escrementi di uccelli marini, denominata guano e viene usata come base per fertilizzanti; fu denominata guanina nel 1846. 
Tra il 1882 e il 1906, Hermann Emil Fischer ne ha determinato la struttura e ha dimostrato che l'acido urico si può convertire a guanina.